# クロロトリメチルシラン
クロロトリメチルシラン (Trimethylsilyl chloride) は、化学において色々な目的で使われる有機ケイ素化合物である。(CH3)3SiClという化学式を持ち、標準状態では、水分の非存在下で安定な無色の液体である。四塩化ケイ素の3つの塩素原子をメチルリチウム等の求核性のメチル源で求核置換反応することで得られる。市販もされている。消防法に定める第4類危険物 第1石油類に該当する。

## 利用
クロロトリメチルシランは、トリメチルシリル基の供給源、塩素の無水供給源として様々に利用される。アルコールやアミン等の官能基は、クロロトリメチルシランと容易に反応し、トリメチルシリルエーテルやトリメチルシリルアミンを形成する。新しく導入された官能基は、保護基として働くが、トリメチルシリル基の不安定性のため、その利用は制限される。
トリメチルシリル化は、化合物の揮発性を上げるためにも導入される。これにより、グルコース等の不揮発性の物質をガスクロマトグラフィーで分析できるようになる。クロロトリメチルシランは、金属アセチリドとも反応し、トリメチルシリルアルキンを形成する。これはアルキンの保護として有用である。
クロロトリメチルシランをアルコールと反応させると、塩化水素を生成し、この反応は、アルコール中での無水塩酸の製造に利用される。またカルボン酸、ケトンを、それぞれエステル、アセタールへと変換するのに用いられる。水とも旺盛に反応・分解し塩化水素を生じさせるため、使用・保管・消火などの際には水を近づけないよう注意する必要がある。
アルファ位に水素原子を持つアルデヒド、ケトン、エステルは、トリエチルアミンやリチウムジイソプロピルアミドの存在下でクロロトリメチルシランを反応させることでトリメチルシリルエノールエーテルになる。これらの化合物は有機化学において広範な用途を持つ。エポキシ化やジヒドロキシ化による二重結合の酸化は、元のカルボニル基のアルファ位にヒドロキシ基を導入するのに用いられる。マスクされたエノール剤として向山アルドール反応にも用いられる。
クロロトリメチルシランはまた、次のようなトリメチルシリルハロゲンや擬ハロゲンの合成の出発物質として用いられる。
- フルオロトリメチルシラン
- ブロモトリメチルシラン
- ヨードトリメチルシラン
- シアニドトリメチルシラン
- アジドトリメチルシラン[3]
- トリフルオロメタンスルホン酸トリメチルシリル (TMSOTf)

これらの化合物は、クロロトリメチルシランと（擬）ハロゲン塩 (MX)の置換反応によって合成される。
{\displaystyle {\ce {MX\ + Me3Si-Cl -> MCl\ + Me3Si-X}}}
クロロトリメチルシランは、ガラス器具をシラン化し、表面の親油性を向上させるためにも用いられる。